# NSU Sulmobil
La NSU Sulmobil (o Neckarsulmer Sulmobil) è un'autovettura a 3 ruote prodotta tra il 1905 ed il 1909 dalla Neckarsulmer Fahrradwerke AG, la Casa automobilistica tedesca che in seguito sarebbe divenuta nota come NSU.

## Storia e profilo
La Sulmobil nacque nel 1905 con due obiettivi: da una parte per opporsi dal punto di vista commerciale alla Cyklon Cyklonette, un motoveicolo per trasporto leggero introdotto già nel 1902 dalla Cyklon Maschinefabrik di Berlino, e dall'altra per fornire al pubblico una possibile soluzione che funga da anello di congiunzione fra la produzione motociclistica e quella automobilistica, per debuttare nella quale la Casa di Neckarsulm si stava organizzando proprio in quel periodo.
Nonostante l'apparenza possa far pensare a un veicolo derivato da una motocicletta, in realtà l'approccio progettuale e la struttura del veicolo erano invece affini alla produzione automobilistica. Per questo, la Sulmobil viene considerata come la prima autovettura prodotta interamente in proprio dalla Neckarsulmer Fahrradwerke poiché, nel momento in cui la Casa tedesca si accinse a progettare le prime autovetture, lo fece basandosi sulla licenza del costruttore belga Pipe.

### Caratteristiche
Tornando alla Sulmobil, essa nasceva su di un telaio in acciaio che nella parte anteriore si restringeva e si incurvava verso l'alto allo scopo di costituire l'alloggiamento per l'unica ruota anteriore. Qui veniva ricavato infatti l'alloggiamento per la forcella che avrebbe sostenuto la ruota stessa. In generale la disposizione dei vari organi della vettura era decisamente originale: il motore era sistemato anteriormente, sopra la ruota anteriore, appena sopra il parafango, mentre tra la parte anteriore del telaio e il piantone del volante era invece montato il serbatoio del carburante. Va detto che in effetti la Sulmobil montava un vero e proprio volante, mentre le principali concorrenti montavano ancora una rudimentale barra di comando. Il sedile era a due posti e immediatamente dietro di esso trovava posto il cassone per le merci, personalizzabile ed allestibile direttamente dalla Casa a discrezione del committente.
La Sulmobil montava sospensioni solo al retrotreno: le due ruote posteriori sono collegate al telaio per mezzo di un assale rigido e due balestre semiellittiche. Anche l'impianto frenante era limitato al solo retrotreno e constava di due tamburi con ceppi interni. Ma in ogni caso l'avantreno a ruota singola non fu affatto trascurato, in quanto la stessa trazione era affidata proprio ad essa. Con la Sulmobil si è di fronte molto probabilmente alla primissima autovettura a trazione anteriore della storia, molto prima dell'innovativa Citroën Traction Avant e molto prima della Tracta del 1926, già di per sé poco conosciuta. Il motore montato sulla Sulmobil sopra la ruota anteriore era un monocilindrico raffreddato ad aria di origine motociclistica, le cui misure di alesaggio e corsa (82 x 86 mm) conferivano al piccolo propulsore una cilindrata di 454 cm³. Il monocilindrico della Sulmobil era caratterizzato da un sistema di distribuzione piuttosto in uso nel periodo pionieristico, cioè con la valvola di scarico azionata mediante una camma e con quella di aspirazione che veniva azionata mediante depressione. Questo motore era in grado di erogare una potenza massima di 5 CV, un valore irrisorio, ma sufficiente per permettere alla vettura di raggiungere una velocità massima di 40 km/h, grazie anche al peso contenuto (il solo telaio pesava appena 300 kg).
Il motore della Sulmobil era interfacciato alla ruota anteriore attraverso un cambio manuale a 3 marce, una frizione a cono con guarnizione in cuoio e con una catena che trasmette finalmente il moto alla ruota.

### Evoluzione e carriera commerciale
La Sulmobil cominciò la sua carriera con le caratteristiche appena descritte e così andò avanti per i successivi due anni: nel 1907, infatti, si ebbero significativi aggiornamenti. Innanzitutto la cilindrata aumentò di poco (da 454 a 482 cm³), e di poco crebbe anche la potenza massima (da 5 a 5.5 CV), quel tanto che bastò a rendere un po' più brillante la vettura. Ma contemporaneamente a ciò, la Sulmobil fu proposta anche in un'altra motorizzazione, vale a dire un bicilindrico da 752 cm³ (alesaggio e corsa: 80 x 75 mm) con 6.5 CV di potenza massima. Inoltre, la Sulmobil fu proposta anche per solo trasporto persone: al posto del cassone si poteva scegliere di avere un secondo divanetto.
La Sulmobil riscosse un buon successo di mercato, specialmente in configurazione per trasporto merci, tanto che nel giro di neppue un anno di carriera riuscì a surclassare nelle vendite l'altro furgoncino della Casa, il Neckarsulmer 6-8 HP, che di lì a poco sarebbe pertanto uscito di listino. Quanto alla Sulmobil, essa rimase in produzione fino al 1909, anno in cui uscì di listino definitivamente.